# Пол Нерс
Сер По́л Не́рс (англ. Sir Paul M. Nurse; нар. 25 січня 1949 року) — британський біохімік, лауреат Нобелівської премії в галузі фізіології або медицини 2001 року, нагороджений за відкриття регулювання клітинного циклу евкаріотів циклінами й циклін-залежними кіназами. Член Королівського товариства. Колишній президент Рокфеллерівського університету.

## Біографія
Батьки Пола Нерса були родом з Норфолка . Нерс народився у Вемблі на північному сході Лондона. Закінчив Університет Бірмінгема в 1970 році, після чого виконав докторську дисертацію в Університеті Східної Англії (Норідж) і здобув ступінь доктора філософії у 1973 році.
У 1976 році Нерс ідентифікував ген cdc2 дріжджів ( Schizosaccharomyces pombe ). Ген контролював клітинний цикл: перехід від фази G1 до синтетичної фази S, і від фази G2 до мітозу. У 1987 році Нерс виявив гомологічні гени й у людини: CDK1, що кодує циклін-залежну кіназу.
У 1984 році Нерс перейшов до Імператорського онкологічного дослідницького фонду (нині Фонд онкологічних досліджень Великої Британії). З 1988 по 1993 роки завідував відділом мікробіології Оксфордського університету, а потім повернувся в онкологічний фонд, де став директором з 1996 року.
З 2003 року став президентом Рокфеллерівського університету (Нью-Йорк), де продовжує виконувати роботи, пов'язані з клітинним циклом у дріжджів.
30 листопада 2010 року Нерс змінив астрофізика Мартіна Ріса на посаді президента Королівського товариства на п'ятирічний термін до 2015 року.
У 2011 році Нерс став першим директором і виконавчим директором британського Центру медичних досліджень та інновацій, який зараз є Інститутом Френсіса Кріка.

### Вислови
За словами Нерсена, хороші вчені повинні мати пристрасть "знати відповідь на питання" ( "to know the answer to the questions"), які їх цікавлять, поряд з хорошими технічними здібностями, а також набір установок, включаючи ментальну чесність, самокритику, відкритість і скептицизм.

## Відношення до України
В травні 2023 року став одним з амбасадорів нового напряму «Освіта та наука» проєкту United24.

## Нагороди
- 1989 — Член Королівського товариства
- 1995 — Королівська медаль
- 1995 — Іноземний член Національної академії наук США
- 1998 — Премія Альберта Ласкера за фундаментальні медичні дослідження
- 2001 — Пол Нерс разом з Тімоті Хантом та Ліланд Гартвелл отримав Нобелівську премії в області медицини і фізіології за "відкриття ключових регуляторів клітинного циклу "
- 2002 — Орден Почесного легіону
- 2005 — Медаль Коплі
- 2006 — Іноземний почесний член Американської академії мистецтв і наук